# کلود لورین
کلود لورین (به فرانسوی: Claude Gellée) هنرمند، نقاش، طراح و حکاک اهل فرانسه بود. او بیشتر عمر خود را در ایتالیا به سر برد.